# كاترينا سينياكوفا
كاترينا سينياكوفا (بالتشيكية: Kateřina Siniaková)‏ مواليد 10 مايو 1996 في هرادتس كرالوفه، التشيك، هي لاعبة كرة مضرب تشيكية وتحتل حالياً المرتبة 109 (8 فبراير 2016) في تصنيف رابطة محترفات كرة المضرب. هي إحدى بطلات الجراند سلام.

## البطولات والجوائز
- بطولة كتالونيا المفتوحة للتنس للسيدات 5 مايو 2024.[3]

## وصلات خارجية
- كاترينا سينياكوفا على موقع رابطة محترفات التنس (الإنجليزية)
- كاترينا سينياكوفا على موقع الاتحاد الدولي لكرة المضرب (الإنجليزية)
- كاترينا سينياكوفا على موقع كأس بيلي جين كينغ (الإنجليزية)
- كاترينا سينياكوفا على موقع بطولة ويمبلدون (الإنجليزية)
- كاترينا سينياكوفا على موقع خلاصة التنس.كوم (الإنجليزية)
- كاترينا سينياكوفا على موقع إي إس بي إن.كوم (الإنجليزية)
- كاترينا سينياكوفا على موقع اللجنة الأولمبية الدولية (الإنجليزية)
- كاترينا سينياكوفا على موقع أوليمبيديا (الإنجليزية)
- كاترينا سينياكوفا على موقع اللجنة الأولمبية التشيكية (التشيكية)

- الموقع الرسمي